# مادلين شكيزاس
مادلين شكيزاس (مواليد 14 فبراير 2003) هي لاعبة تزلج فني على الجليد كندية، مثلت كندا في أولمبياد 2022.

## وصلات خارجية
- مادلين شكيزاس على موقع الاتحاد الدولي للتزلج (الإنجليزية)
- مادلين شكيزاس على موقع اللجنة الأولمبية الدولية (الإنجليزية)
- مادلين شكيزاس على موقع أوليمبيديا (الإنجليزية)
- مادلين شكيزاس على موقع اللجنة الأولمبية الكندية (الإنجليزية)